# Heinz Klemm (Schriftsteller)
Heinz Klemm (* 17. Januar 1915 in Zwickau; † 28. August 1970 in Räckelwitz) war ein deutscher Journalist, Lektor und Schriftsteller.

## Leben
Klemm stammte aus kleinbürgerlichen Kreisen. Er besuchte das Gymnasium in Dresden und legte 1934 das Abitur ab. Zum 1. Juni 1934 trat er der NSDAP bei (Mitgliedsnummer 3.547.421). Er erlernte den Beruf des Bankkaufmanns und begann in Leipzig Volkswirtschaft zu studieren. 1939 wurde er zum Kriegsdienst eingezogen und geriet 1945 in sowjetische Gefangenschaft. Er besuchte die Antifa-Schule in Krasnodar. Nach seiner Rückkehr nach Deutschland trat er in die SED ein und arbeitete als Journalist für verschiedene Zeitungen sowie als Lektor im Sachsenverlag Dresden. Von 1951 bis 1957 war er als Cheflektor im Sachsenverlag, danach freiberuflich als Schriftsteller tätig. Zeitweise war Klemm Vorsitzender des Deutschen Schriftstellerverbandes im Bezirk Dresden. 
Klemm schrieb, vom Journalismus kommend, zumeist literarische Reportagen über in- und ausländische Reiseeindrücke. Er verfasste auch Bildbände sowie Kinder- und Jugendbücher.

## Darstellung Klemms in der bildenden Kunst
- Friderun Bondzin: Schriftsteller Heinz Klemm (1964, Öl auf Leinwand)[2]

## Werke
- Harzreise im Sommer. Sachsenverlag, Dresden 1952.
- Die Entdeckung der Sächsischen Schweiz . Sachsenverlag, Dresden 1953; 6. Auflage, 1971.
- (zusammen mit Helga Klemm): Reise am Bodensee. Sachsenverlag, Dresden 1954.
- Ostseebilder. Hinstorff, Rostock 1960.
- Kleines Buch vom großen Hafen. Hinstorff, Rostock 1960.
- Der Tiger kommt nicht mehr. Vietnamesische Reisen. Brockhaus, Leipzig 1960; ungarische Übersetzung 1962.
- Noc und der große Drache. Kinderbuchverlag, Berlin 1961; 3. Auflage 1968.
- Die Enkel der Könige. Reisebilder aus Mali. Verlag Volk und Welt, Berlin 1963; russische Übersetzung 1966.
- Der Brautpreis. Verlag Neues Leben, Berlin 1966; 3. Auflage 1969.
- Schönes Dresden. Verlag Zeit im Bild. Dresden 1967; englische, französische, russische und tschechische Übersetzung 1967.
- Aber Apoll war ein Türke. Kleine Reise ins Mittelmeer. Verlag Neues Leben, Berlin 1968.
- Kolumbus und die Katzen. Verlag Neues Leben, Berlin 1970.
- (zusammen mit Helga Klemm): Dresdner Blätter. Nachricht aus unserer Stadt. Greifenverlag, Rudolstadt 1973; 2. Auflage 1976.

## Auszeichnungen
- Martin-Andersen-Nexö-Kunstpreis der Stadt Dresden (1963)
- Johannes-R.-Becher-Medaille in Silber (1965)
- Preis des Ministeriums für Kultur (1966)